# كلورين (أغنية)
كلورين (بالإنجليزية: Chlorine)‏ هي أغنية كتبها وسجلها الثنائي الموسيقي الأمريكي توينتي ون بيلوتس. أُصدرت الأغنية كجزء من ألبوم الاستوديو الخامس الثنائي ترينش يوم 5 أكتوبر 2018، بواسطة فيولد باي رامن، وفي 22 يناير 2019 أُصدرت كخامس أغنية منفردة من هذا الألبوم بالإضافة إلى فيديو للأغنية. كتب الأغنية وأنتجها كل من المغني الرئيسي تايلر جوزيف و بول ميني من فرقة Mutemath. إنها أغنية بوب، إلكتروبوب و, راب روك, تريب هوب و التي تناقش«كيف يمكن للإبداع أن يطهر الأفكار المظلمة و لكن مسببا ألمه الخاص».
استُقبلت «كلورين» جيدا من طرف النقاد الموسيقيين، والذين سلطوا الضوء على سهولة تذكرها وضبطها الموسيقي بالمقارنة مع عمل الفرقة السابق. بلغت الأغنية المرتبة الخامسة على ببلنغ تحت الهوت 100 الأغاني المنفردة كما بلغت المرتبة الأولى في لاتفيا والمكسيك. عند إصدار الأغنية، تمت مشاركة فيديو موسيقي من إخراج مارك إشلمان من «رييل بير ميديا».

## تأليف
كما هو الحال مع الكثير من أغاني ترينش، فـ«كلورين» كتبها و أنتجها المغني الرئيسي للفرقة تايلر جوزيف و بول ميني من فرقة  Mutemath، الذي إختار  أيضا الصوت في بداية الأغنية. تمت عملية كتابة الأغنية و تسجيلها بإستوديو الطابق السفلي ل«جوزيف» بكولومبوس، أوهايو. و في جلسة «إسئلني أي شيء» على ريديت كتب «جوزيف» أن «المصارعة في محاولة علاج ما كان يشعر به في«كلورين»كانت متعبة». سرعة إيقاع الأغنية هي 90 في الدقيقة كما أنها لعبت على سلم سي منخفض صغير. أقترح بايج ويليامز من بيلبورد أن الأغنية تتمحور حول تطهير عقلك من الأفكار المظلمة،في حين أن كارين غانز من نيويورك تايمز قال" أنها تصف كيف يمكن للإبداع أن يطهر الأفكار المظلمة و لكن مسببا ألمه الخاص."

## صدور
أصدر ترينش في اليوم الخامس من أكتوبر 2018. وفي 22 يناير 2019، معجبو الفرقة بدأو بالتخمين أن فيديو مصور للأغنية سيصدر في اليوم التالي نظرا للسلسة الترويجات التي نشرتها الفرقة على مواقع التواصل الاجتماعي،تتضمن مقطعا قصيرا لمسبح متسخ مع إيقاع طبول مشابه للذي ب«كلورين».تايلر جوزيف المغني الرئيسي للفرقة،نشر أيضا رسالة على تويتر يقول فيها «هناك شخص أود منكم أن تقابلوه. سأقدمكم له غدا إسمه نيد».
أعلنت الفرقة لاحقا أن لم يعد بوسعها الإنتظار لنشر الأغنية المصورة، ثم بعد ذلك نُشرت في اليوم نفسه. مستخدم ريديت أكتشف لاحقا أن نيد هو اسم المخلوق الذي ظهر في الأغنية.

## استقبال
أرضى المقطع الموسيقي النقاد،مع الثناء على سهولة تذكرها و النضج المتزايد في الكتابة مقارنة بالأعمال السابقة.كما جامل جوشوا كوبرمان من بوبماترس الضبط الموسيقي للأغنية. غاري ريان من "ن م إي" كتب أن «الأغنية كانت واحدة من أغاني ترينش القوية كفاية للتواجد خارج أي قصة» في إشارة إلى السرد الموجود بالألبوم. آن نيكولوف و تروي سميث من ذا بلين ديلر لقبوا الأغنية بكونها ثامن أفضل أغنية لتوينتي ون بيلوتس.